# La Mare de Déu i l'Infant amb santa Anna i sant Joan Baptista
La Mare de Déu i l'infant amb santa Anna i sant Joan Baptista és un dibuix pintat per Leonardo da Vinci cap al 1499-1500 i que actualment està exposat al National Gallery de Londres.
Està dibuixat sobre vuit fulls de paper enganxats. Es tracta d'un estudi per a un retaule amb destinació a una església de Florència, però el quadre mai no va ser completat.
Va pertànyer a la família Arconati de Milà, després va passar a Venècia, on el va comprar Robert Udny el 1763. Després va passar a la Royal Academy, que tenia la seu a Burlington House. Allà hi va restar fins al 1962, quan va ser posat a la venda per 800.000 £. Per la por que trobés un comprador estranger, el cartró va ser exposat a la National Gallery, on va ser vist per gairebé un quart de milió de persones en poc més de quatre mesos, molts dels quals van fer donacions per conservar-lo al Regne Unit.